# Absolute Classic Rock
Absolute Classic Rock ist ein Hörfunksender, in London über DAB, Sky Digital und im Internet empfangbar. Er ist Teil der Virgin Radio-Sendestationen.
Der Sender wurde 2000 zunächst als Internetradio unter dem Namen Virgin Classic gegründet. Später hieß er Virgin Radio Classic Rock. Seit dem 29. September 2008 sendet die Station unter ihrem jetzigen Namen Absolute Classic Rock.
Aus Kostengründen ist der Sender nur noch im Vereinigten Königreich empfangbar.